# Psiquiatria comunitária
A psiquiatria comunitária é um campo de pesquisas e um modelo terapêutico que possui foco na detecção, prevenção, tratamento precoce e reabilitação funcional e social de pessoas com distúrbios mentais, emocionais e comportamentais dentro de um ambiente comunitário, preferencialmente evitando a internação e envolvendo o fornecimento de serviços de saúde mental para pacientes e suas famílias dentro da comunidade e usando recursos comunitários.   São desenvolvidos na comunidade do paciente e não pessoalmente, em clínicas ou grandes instituições psiquiátrias. A área da importância especial a fatores sociais, ambientais que contribuem para as doenças mentais. 

## Histórico
A psiquiatria comunitária é um campo de investigação relativamente recente. Evoluiu a partir do movimento de higiene mental criado por Clifford Beers em 1908, das técnicas de terapia ocupacional de Hermann Simon dos anos 1920, bem como do desenvolvimento dos conceitos de saúde pública e medicina social.

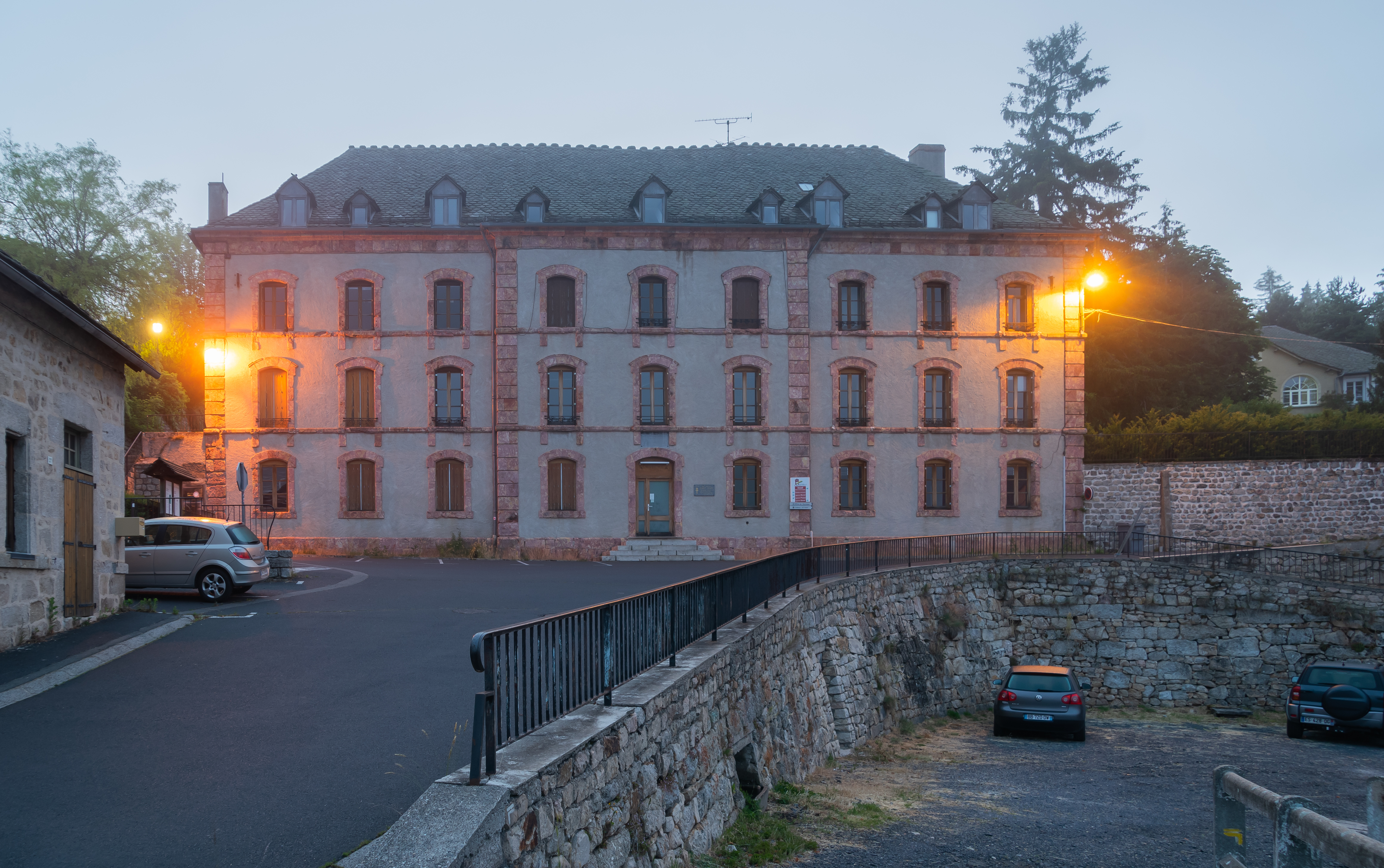
O Hospital de Saint-Alban

Harry Sullivan, nos Estados Unidos, que trabalhava com pacientes psicóticos, na década de 1930 voltou-se para uma abordagem que integrava o paciente num grupo para seu tratamento, mas suas técnicas só mais tarde foram aceitas. A mesma abordagem era usada pelos irmãos William e Karl Menninger em sua clínica desde 1936, buscando a ressocialização dos pacientes, e da mesma forma seu trabalho tardou a ser reconhecido em maior escala. François Tosquelles, na França, influenciado por ideias marxistas, na década de 1940 procurou superar a concepção tradicional do asilo de alienados como um espaço de segregação social. O hospital de Saint-Alban onde trabalhou já tinha uma tradição inusitada para os padrões da época, sendo um sanatório aberto onde transitavam camponeses que vendiam leite e vinho e compravam artesanato realizado pelos internos, o que lhes oferecia oportunidades de socialização e obtenção de uma renda. Tosquelles aproveitou esse contexto e o fortaleceu, preferindo ter como ajudantes terapêuticos leigos, artistas, camponeses e outras pessoas que não tinham uma visão preconcebida frente ao doente. Essa experiência teve considerável repercussão na França mas também foi muito criticada e encerrou em 1952, quando o hospital foi reconvertido ao modelo clássico. Alguns governos, em parte em função do impacto da II Guerra Mundial sobre a saúde pública, também começavam a se preocupar com a baixa eficiência do modelo clássico de tratamento e os altos índices de cronicidade das doenças mentais, que levavam à incapacitação da população afetada, criando-se legislação e e organismos públicos de saúde mental na França, Inglaterra, Estados Unidos e outros países na década de 1940.

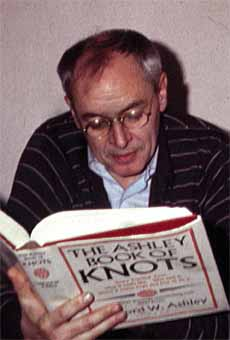
Ronald Laing

Pouco depois Maxwell Jones, que tinha prática em tratamento de neuroses de antigos prisioneiros de guerra, na década de 1950 teve seu interesse despertado em ampliar um campo então predominantemente psicossomático para o campo social, procurando estabelecer no hospital em que trabalhava um ambiente acolhedor, com a participação dos médicos, de outros pacientes e seus familiares, num espírito de comunidade. Nesta época as contribuições de Simon, Sullivan, Menninger e outros pioneiros foram revalorizadas, e outros psiquiatras contribuíram para a ampliação de experiências semelhantes, como Lucien Bonnafé e Gerald Caplan, o que foi acentuado com o movimento da antipsiquiatria que surgiu junto com a grande corrente de contestação cultural e política da década de 1960, tendo entre seus principais precursores Ronald Laing e David Cooper, bem como Franco Basaglia, fundador da psiquiatria democrática.
Esses avanços levaram à formulação de modelos de terapia familiar e psicoterapia institucional, que propunham uma abordagem participativa da terapia e combatiam a ênfase na internação, mas também criticavam alguns aspectos da antipsiquiatria, usando referenciais teóricos advindos de Marx, Tosquelles, Freud e Lacan, entre outros. Paralelamente, entre as décadas de 1960 e 1970 surgiram muitas iniciativas conhecidas como comunidades terapêuticas, procurando se contrapor à estrutura asilar, considerada excludente e cronificadora, e reconhecer a importância do doente e seu círculo familiar como agentes no tratamento. Essas comunidades se estruturavam segundo regras debatidas em assembleias, participando pacientes e funcionários, constituindo, nas palavras de Rochelle Gabay, "uma microssociedade democrática ideal". Apesar de alguns resultados positivos, a proposta das comunidades terapêuticas fracassou e exerceu impacto negligenciável no modelo asilar então prevalente, e o paciente psiquiátrico de modo geral continuava um pária social.
Entre as décadas de 1970 e 1980 o campo da psiquiatria comunitária ainda era considerado mal delimitado, carente de uma conceituação sólida e padronizada e com poucos dados empíricos disponíveis, mas a partir da influência do modelo teórico psicodinâmico já se reconhecia que sua caracterização deveria se basear num princípio de interatividade num contexto social e num ambiente, abandonando a ideia do paciente como uma entidade isolada e desvinculada de um grupo. Mesmo sem uma base bem consolidada, várias autores já saudavam o movimento como revolucionário.
A partir de então a ideia de uma psiquiatria comunitária e antimanicomial se difundiu rapidamente pela Europa, sendo que ao final do século já eram poucos os que ainda defendiam o modelo hospitalar, mas entre a teoria e a prática persistem diferenças regionais importantes. Segundo Sampaio, em estudo de 2016 referente à situação em Portugal, "o internamento continua a consumir a maioria dos recursos (83%), quando toda a evidência científica mostra que as intervenções na comunidade, mais próximas das pessoas, são as mais efetivas e as que colhem a preferência dos utentes e das famílias".
Também na América Latina a aceitação do modelo comunitário foi retardada, tanto que em 1990 a Organização Mundial de Saúde convocou a Conferência Regional para Reestruturação da Atenção Psiquiátrica na América Latina, que produziu a Declaração de Caracas, documento que exerceu impacto em toda a América, onde foi dito que "a atenção psiquiátrica convencional não permite alcançar os objetivos compatíveis com uma atenção comunitária, descentralizada, participativa, integral, contínua e preventiva. [...] A reestruturação da atenção psiquiátrica na região implica a revisão crítica do papel hegemônico e centralizador do hospital psiquiátrico na prestação de serviços". A partir de então, com o aval da OMS para uma mudança de paradigma, o foco da psiquiatria passou a enfatizar a reabilitação social do paciente, sendo cada vez mais reconhecido o papel que o apoio do seu grupo desempenha na recuperação, mas o campo ainda enfrenta limitações e falta de estruturas de apoio. No Brasil, o movimento de reforma psiquiátrica desde a década de 1970 procura desenvolver uma postura semelhante entre os profissionais, embora também aqui as carências e resistências ainda sejam muitas. Para Cézar & Coelho, 
"A dimensão sociocultural da Reforma Psiquiátrica Brasileira se configura como uma dimensão estratégica voltada para a transformação do lugar social da loucura. Nesse cenário, estão presentes as associações de usuários e familiares, as cooperativas sociais, bem como diversas formas de trabalho e atuação na comunidade por meio de projetos, festas, rádios etc. Seu princípio fundamental é envolver a sociedade na discussão, levando a ela a reflexão sobre os temas da loucura, da doença mental e dos hospitais psiquiátricos, por meio da produção cultural e artística dos vários atores envolvidos nesse processo. [...] Contudo, a transformação da relação entre sociedade e loucura ainda é um dos principais desafios da Reforma Psiquiátrica Brasileira, visto que os ideais da desinstitucionalização concorrem com os desejos de tutela e asilamento sustentados pelo enraizamento, no tecido social, dos conceitos de periculosidade e incapacidade que, embora obsoletos, ainda legitimam a existência de espaços de exclusão como espaços de tratamento".

## Visão geral
A psiquiatria comunitária se sobrepõe à psiquiatria preventiva e à psiquiatria social. Em comum com a psiquiatria preventiva (no sentido mais amplo do termo), dá grande ênfase à prevenção, ou seja, a promoção de condições que evitem o surgimento dos transtornos; estimula o tratamento precoce para evitar seu agravamento, e aplica medidas de reabilitação para reduzir deficiências resultantes dos transtornos. Em comum com a psiquiatria social, preocupa-se com o impacto do ambiente social na saúde mental e na prática psiquiátrica.
Segundo Gabay, a psiquiatria comunitária apareceu "como alternativa aos manicômios e a uma visão puramente curativa da doença. A ideia era a de organização de um amplo programa de intervenção na comunidade, visando evitar a doença pela detecção precoce das situações críticas e dos fatores de risco, instituindo-se ações preventivas. Ampliava-se assim o foco da intervenção: não mais o doente e o asilo e sim a comunidade e o conjunto da população".
A psiquiatria foi objeto de uma grande onda de críticas na década de 1960. Foi criticada por se limitar a funções de reclusão e proteção da ordem pública, encerrando a loucura para melhor domesticá-la. E o seu papel terapêutico muito alterado pelo exílio e desapropriação impostos aos doentes. O manicômio é então um universo totalizante (mesmo totalitário), tutelar e mortífero onde os doentes se amontoam em dormitórios de cinquenta, passando o dia andando em círculos ou se balançando, num ambiente invadido por reclamações, gritos e insultos. Enfermeiros mal treinados têm a pesada responsabilidade de manter a ordem, usando meios de contenção, inclusive a camisa de força. 
A psicanálise irá revolucionar este mundo, introduzindo um modo completamente diferente de relacionamento entre cuidadores e pacientes. Dois grandes desenvolvimentos marcam esse período: a psicoterapia institucional que busca tratar a instituição e a psiquiatria comunitária. 
Para a psiquiatria comunitária, o mais relevante  é o impacto relacional do que o efeito da medicação. A própria vida em sociedade  utilizada como ferramenta terapêutica, assim como a capacidade de apoio mútuo dentro de um grupo cuja experiência emocional é bem aproveitada. Mas a ferramenta principal continua, no entanto, a relação individualizada, com o que isso pode implicar em termos de tentações de simbiose, investimento narcísico do outro ou identificação projetiva. 

## Áreas de atuação
As principais áreas e objetivos da psiquiatria comunitária são o desenvolvimento de serviços clínicos abrangentes na comunidade, com ênfase em serviços ambulatoriais e extramuros para manter o maior número possível de pessoas fora das instituições mentais, também, o desenvolvimento de um programa comunitário unindo os esforços de todas as organizações não psiquiátricas e indivíduos cujo trabalho tenha relação com a saúde mental, incluindo hospitais gerais, departamentos de saúde, escolas, agências de assistência social e familiar, igrejas, indústrias, sindicatos, órgãos legislativos, tribunais e prisões, líderes leigos e voluntários.
Também atuam na promoção de pesquisas epidemiológicas focadas na história natural, distribuição e incidência de transtornos mentais na população para isolar fatores sociais e ambientais que contribuem para esses distúrbios (como no caso da pelagra e paresia geral) e no desenvolvimento de um corpo de psiquiatras para atuar como consultores de saúde mental, ou especialistas comunitários em saúde mental, trabalhando com base no paciente ou no programa.
Em suas atividades centradas no paciente, o psiquiatra preocupa-se com a avaliação diagnóstica e a recomendação do tratamento. Em suas atividades programáticas, atua como administrador (planejando, organizando e dirigindo programas e serviços), diretor de pesquisa (desenvolvimento e acompanhamento de projetos); educador (desenvolvendo e ministrando cursos para diversas instituições), como consultor em psiquiatria preventiva para vários serviços comunitários, bem como para líderes leigos, educadores de saúde, legisladores e outros fora das agências psiquiátricas e de bem-estar.
O campo da psiquiatria comunitária é extremamente complexo. Há um grande número de atividades envolvidas na execução de um programa coordenado, por exemplo: pesquisas e avaliações de organizações comunitárias, lideranças e interesse público em problemas de saúde mental; coleta de dados sobre o caráter da população, características da comunidade e problemas locais específicos de saúde mental; análise da gestão dos programas atuais; desenvolvimento de políticas e padrões para cargos em saúde mental, treinamento e desenvolvimento de pessoal.
Ainda, pode atuar em funções gerenciais e de supervisão, coordenação entre agências, serviços informativos e educacionais e financiamento; promoção de pesquisas, incluindo métodos experimentais, estudos de caso, pesquisas, coleta de dados bioestatísticos, estudos epidemiológicos e avaliação de programas; desenvolvimento de métodos e serviços clínicos visando o máximo aproveitamento de recursos, incluindo novas técnicas de consulta e tratamento colaborativo; prevenção primária voltada para a erradicação de fatores específicos causadores de colapsos, incluindo políticas sociais nocivas, bem como medidas positivas para a manutenção da saúde mental, como orientação e aconselhamento antecipado.
Atuará, também, no desenvolvimento de serviços orientados para a detecção precoce, tratamento de emergências psiquiátricas, internamento e tratamento ambulatório, formação profissional, reabilitação, reeducação, cuidados domiciliários, oficinas protegidas, casas de passagem, etc.; e serviços indiretos de saúde mental por meio da educação de pessoal não psiquiátrico (enfermeiros de saúde pública, professores, supervisores, cuidadores de crianças) e educação geral do público por meio de filmes, palestras, grupos de discussão, televisão, etc. O treinamento para o campo da psiquiatria comunitária ainda é disponível em apenas alguns centros e é amplamente limitado a psiquiatras, embora agora esteja sendo ampliado para incluir psicólogos clínicos, enfermeiras de saúde pública e assistentes sociais.